# Legközelebbi szomszéd analízis
A legközelebbi szomszéd analízis a térbeli rendezettség vizsgálatának gyakorta alkalmazott matematikai statisztikai eszköze. A regionális tudomány definíciója szerint a módszer a pontrendszerként modellezett jelenségek konfigurációjának elemzésére ad lehetőséget. Az analízis végeredményeként kapott érték arra utal, hogy a vizsgált alakzatban a pontok egymáshoz viszonyított elhelyezkedése mutat-e bármilyen szabályosságot, jellegzetes geometrikus elrendeződést, vagy a vonzó- és taszító erők egyensúlyának hiánya bizonyos pontok térbeli sűrűsödésével jár, esetleg az alkotóelemek elhelyezkedésében semmilyen jellegzetesség nem rajzolódik ki, hanem véletlenszerűen oszlanak el az adott rendszerben.

## Számítási eljárás
A legközelebbi szomszéd analízis kiindulási pontja a Poisson-féle véletlen ponteloszlású alakzat. Egy ilyen rendszerben egy adott ponthoz eső legközelebbi szomszéd várható értéke matematikai módszerekkel meghatározható.
{\displaystyle D={\frac {1}{2{\sqrt {m}}}}}
ahol D a legközelebbi szomszédok közötti távolság várható értéke,
m az alakzat pontsűrűsége, vagyis a pontok számának (n) és a területnek (T) a hányadosa.
{\displaystyle m={\frac {n}{T}}}
A legközelebbi szomszéd index számítása során egy adott pontrendszerben meg kell határozni minden egyes elem esetében a hozzá legközelebb eső ponttól mért távolságát.
A legközelebbi szomszéd távolságok átlaga (Dx) és a Poisson-eloszlású alakzat alapján számított elméleti D távolság hányadosa adja meg a legközelebbi szomszéd index értékét (L).
{\displaystyle \mathbf {L} ={\frac {Dx}{D}}}

## Eredmények értékelése

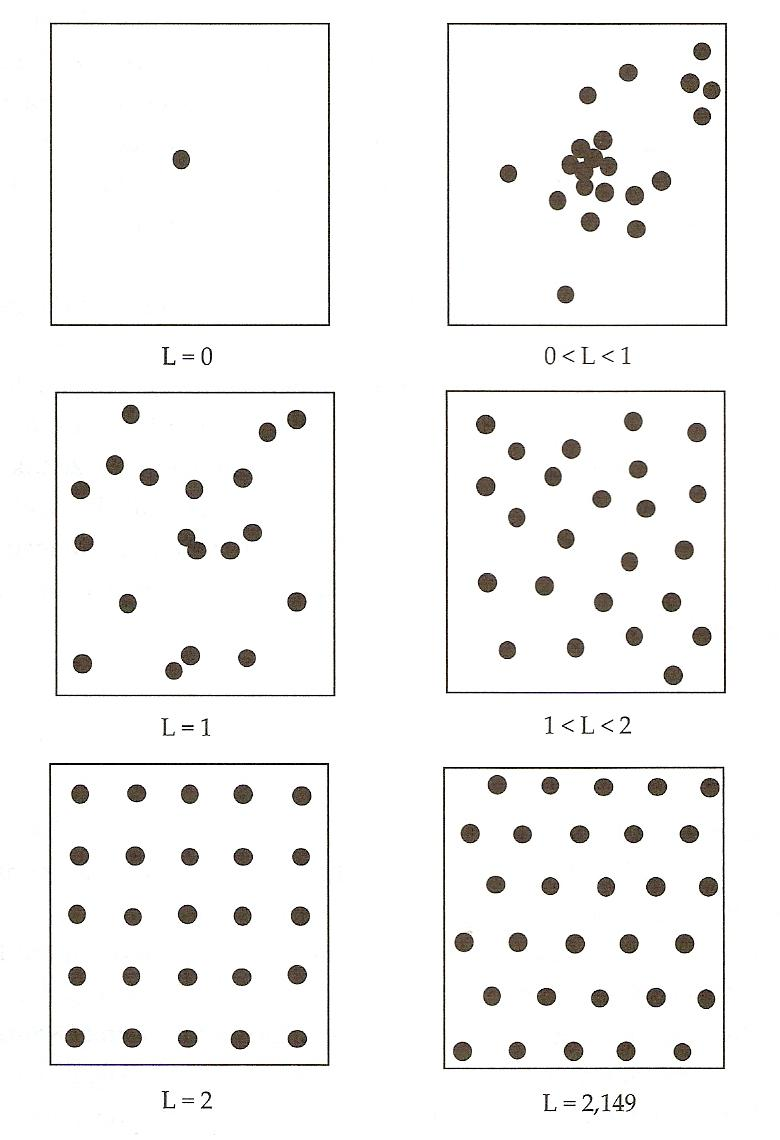
Legközelebbi szomszéd analízis eredmény

A legközelebbi szomszéd index 0 és 2,149 közötti számértéket vehet fel. Az egyes alaptípusok között nem is húzható éles határvonal, az L értéke folyamatos átmenetet képez a szélsőségesen koncentrált állapotból kiindulva a véletlenszerű eloszláson át egészen a szabályos térbeli elrendeződésig.
Minthogy az analízis elméleti kiindulópontja a véletlenszerű térbeli alakzat, így L=1 esetén a ponteloszlás Poisson szerinti elrendeződést mutat. Az elemek ilyen jellegű elhelyezkedését a vonzó és taszító erők viszonylagos egyensúlya okozza.
Abban az esetben, amikor a vonzó erők kerülnek túlsúlyba, elemeink a tér egy vagy több kitüntetett pontja körül összpontosulnak, sűrűsödnek. Koncentráció esetén a legközelebbi szomszédok átlagtávolsága kicsi, tehát a vizsgált index 1-nél kisebb értéket vesz fel. Az L=0 érték pedig egy olyan szélsőséges helyzetet eredményez, amikor a térbeli pontrendszer összes eleme teljes mértékben egy-két kiemelt jelentőségű pont körül csoportosul.
Ha a legközelebbi szomszéd index értéke nagyobb mint 1, akkor elmozdulás történt a szabályos elrendeződés irányába. A taszító erők dominanciája következtében, esetleg tudatos tervezési folyamat eredményeként kialakult térbeli pontrendszer L=2 esetén négyzetes, míg az index maximumának (L=2,149) elérésével háromszöges (hatszöges) formációt mutat.

## Alkalmazási feltételek
A módszer alkalmazásának alapvető feltétele, hogy térbeli rendszerünkben a vizsgált pontok száma 50-nél nagyobb legyen. Ezt a valószínűségelméleti háttér követeli meg, hiszen statisztikailag pontos és megbízható eredmény csak nagyobb elemszám esetén várható.

## Módszertani problémák
A módszer alkalmazásának egyik fő kritikája a határhatás figyelmen kívül hagyása. A legközelebbi szomszéd analízis egy zárt pontrendszer térbeli elrendeződésének jellemzőit vizsgálja, azonban a földrajzi vizsgálatok során ritkán találkozunk ilyen esetekkel. A kijelölt területen belül a határ közelében ugyanis találhatunk olyan pontokat, amelyek valós legközelebbi szomszédjai a vizsgált rendszeren kívüli területre esnek. Ez a hatás torzíthatja  eredményeinket, L értékét általában felfelé tolja. Megoldásként egyesek ezen határközeli pontok elhagyását javasolják.
További problémát okoz a teljes koncentrációra utaló legközelebbi szomszéd index pontos értelmezése is. L=0 eredmény ugyanis egyaránt bekövetkezhet akkor, ha a vizsgált rendszerünk elemei egyetlenegy vagy ha több sűrűsödési pont körül koncentrálódnak. Tehát az L=0 érték mögött rejlő pontalakzat karakterének jellegzetességei így rejtve maradnak. A probléma áthidalására a kutatók a második, harmadik, n-edik szomszéd fogalmának bevezetését javasolják.